# Euclidia caerulea
Euclidia caerulea là một loài bướm đêm trong họ Erebidae.